# 누나가와촌
누나가와촌(奴奈川村)은 니가타현 히가시쿠비키군에 있던 촌이다. 

## 역사
- 1889년 4월 1일 - 정촌제 시행에 수반해 히가시쿠비키군 누나가와촌이 성립하였다.
- 1959년 1월 1일 - 마쓰다이정에 편입되어 소멸하였다.

## 참고문헌
- 『市町村名変遷辞典』東京堂出版、1990年。